# James Francis Edward O'Connor
James Francis Edward O'Connor (Birmingham, 20 novembre 1984) è un ex calciatore inglese, di ruolo difensore.

## Palmarès

### Club

#### Competizioni nazionali
- English Football League Trophy: 1

Doncaster: 2006-2007

#### Competizioni giovanili
- FA Youth Cup: 1

Aston Villa: 2001-2002